# Euthorybeta
Euthorybeta é um gênero de traça pertencente à família Brachodidae.